# Ghisleno di Mons
Ghisleno di Mons, in francese Ghislain de Mons, lat. Gislenus (Atene, ... – 681 circa), è stato un monaco cristiano belga, dell'ordine dei basiliani,  vissuto nel VII secolo, fondatore di un monastero nei pressi di Mons.

## Agiografia
La storia di san Ghisleno è pervenuta da più fonti risalenti al X e XI secolo. Secondo gli agiografi più antichi, egli nacque ad Atene da una famiglia di origine gallica o belga, come, d'altro canto, indica il nome (dal franco : Gisel, Gisle, Ghysel o Ghyselen, che significa « ostaggio » o « testimone »). Dopo gli studi di lettere ad Atene, entrò come monaco nell'ordine basiliano e fu ordinato sacerdote.
Secondo un'antica tradizione greca, si sarebbe recato a Roma per pregare sulle tombe dei primi cristiani, in particolare su quelle dei santi Pietro e Paolo. Nel 648 papa Teodoro I lo inviò in Belgio. A Maastricht fece amicizia con sant'Amando. 
Aspirando alla vita eremitica, Ghisleno s'insediò sulle rive dello Haine, nella regione dello Hinault, e costruì celle per sé e per suoi discepoli. Fondò poi un monastero nel paese di Ursidong (divenuto poi Saint-Ghislain). Il vescovo di Cambrai, sant'Autberto, avendo ricevuto segnalazioni negative sull'apostolato di Ghisleno, lo madò a chiamare e lo interrogò. Ghisleno così rispose:
«Io sono di nazionalità greca, cristiano di professione, nato ad Atene e rigenerato dal battesimo di Gesù Cristo. Sono stato a Roma e per disposizione di Dio sono venuto in questi Paesi, sulle rive dello Haine, in un luogo chiamato Ursidong, ove lavoro con le mie mani e dove desidero installare un oratorio in onore dei santi apostoli Pietro e Paolo. Io mi proponevo si chiedere il permesso alla vostra santità per realizzare ciò che ho incominciato, ma voi mi avete preceduto facendomi chiamare.» 
Il santo vescovo, conquistato, prese Ghisleno sotto la sua protezione. Nel 653 egli consacrò la sua chiesa alla presenza di sant'Amando. La reputazione di Ghisleno si diffuse fra il clero e la nobiltà. santa Valdetrude e santa Aldegonda, due sorelle, abbandonarono la vita laica e si consacrarono al Signore. Ghisleno guarderà sempre con amicizia le due sorelle. 
Egli morì nel 681 (secondo alcuni nel 685) e venne seppellito nella chiesa del suo monastero, ove si verificarono alcuni miracoli per la sua intercessione; tuttavia il suo culto non ebbe inizio che nel IX secolo. Devastato nell'881 dai normanni, il monastero rimase allo stato di rovina fino al 933, quando i miracoli di san Ghisleno convinsero i monaci a ristabilirvi la vita monastica. Una comunità di Canonici regolari vegliavano le sue reliquie. Fulberto, vescovo di Cambrai (dal 934 al 956) e Gilberto, duca di Lorena, chiesero a san Gerardo di reinstauravi completamente al vita monastica.

## Culto
Alcuni monaci benedettini fondarono l'Abbazia di San Ghisleno, che venne distrutta dalla rivoluzione francese. 
San Ghisleno è invocato contro l'epilessia, detta anche "Male di San Ghisleno" e le difficoltà del parto. 
Il giorno della sua memoria liturgica è il 9 ottobre; i santi Lamberto e Berlero, suoi discepoli, sono commemorati con lui.

## San Ghisleno e il signore di Roisin

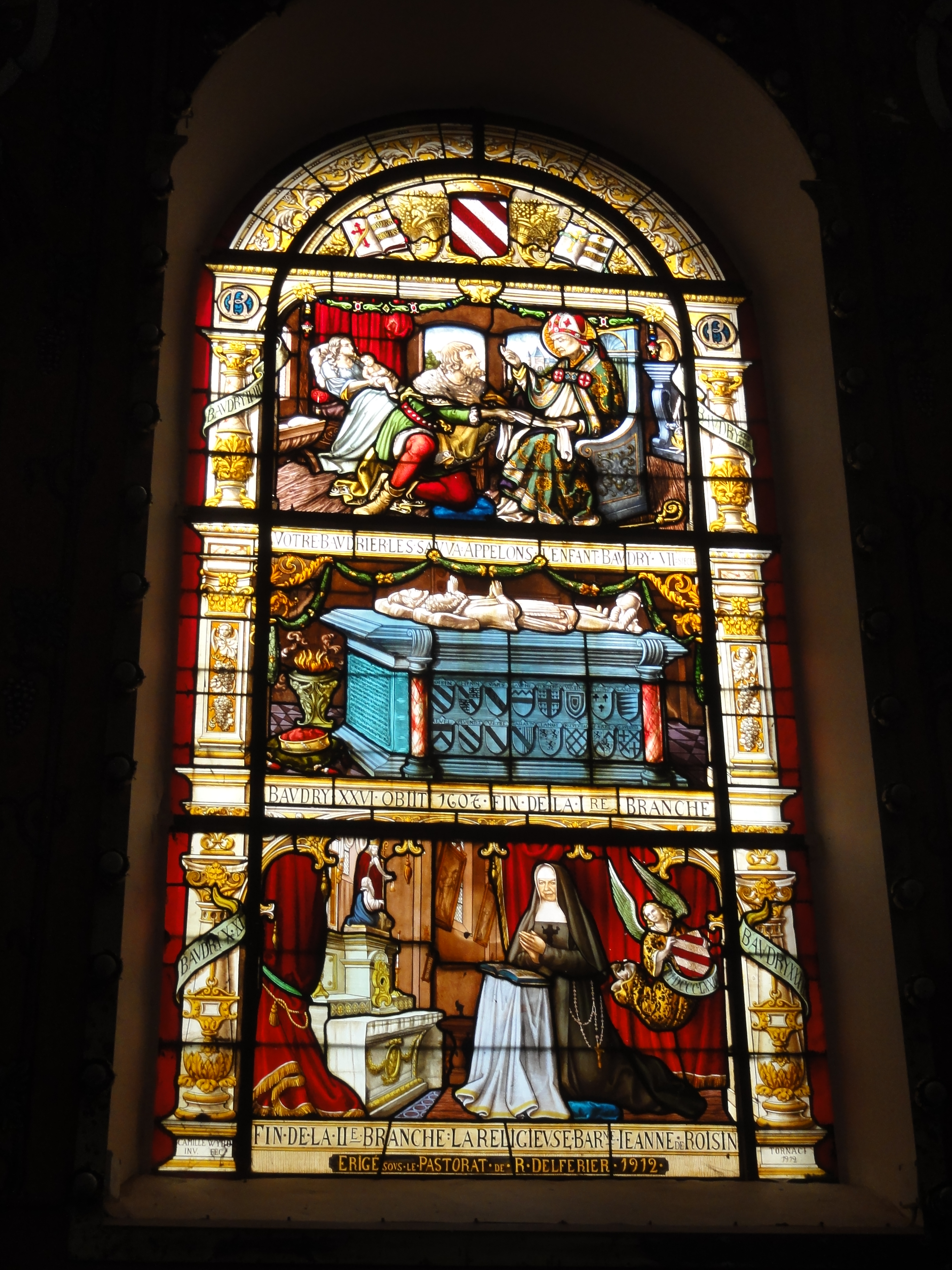
Vetrata della chiesa di San Brizio a Roisin: San Ghisleno aiuta la moglie del castellano

San Ghisleno, dovendo rendere periodicamente conto dei suoi lavori al vescovo di Cambrai, sostava spesso a Roisin, presso il castellano. Durante uno dei suoi viaggi di ritorno a Cambrai, egli trovò il castellano in totale smarrimento: la castellana, al momento di partorire, pare in fin di vita. Ghisleno dà la sua cintura al marito che l'applica a budriere sul ventre della moglie. Questa guarisce e il figlio nasce in buona salute. Ghisleno battezzò il bambino nella cappella del castello dandogli il nome di Baudry (da baudrier, cioè budriere). Questo nome venne successivamente dato a tutti i primogeniti del casato.